# جوجل جوجليز
تطبيق جوجل جوجليز Google Goggles تطبيق للهاتف المحمول للتعرف على الصور طوَّرته شركة جوجل. اُستُخدم للبحث على أساس الصور التي التقطتها الأجهزة المحمولة. على سبيل المثال ، يؤدي التقاط صورة لمعالم شهيرة إلى البحث عن معلومات عنها ، أو التقاط صورة للرمز الشريطي لمنتج ما، إلى البحث عن معلومات حول المنتج.

## تاريخ التطوير
تم تطوير تطبيق جوجل جوجليز للاستخدام على نظام التشغيل Android من شركة جوجل للأجهزة المحمولة. بينما كانت متاحة في البداية فقط في إصدار تجريبي لهواتف اندرويد ، أعلنت الشركة عن خططها لتمكين البرنامج من العمل على منصات أخرى، لا سيما أجهزة آيفون وبلاك بيري . لم تناقش جوجل تنسيقًا غير محمول. أشار شايلش نالاوادي مدير منتج جوجليز ، إلى أن الشركة أرادت أن يكون التطبيق نظامًا أساسيًا للتطبيق ، مثل خرائط Google ، وليس مجرد منتج واحد. في 5 أكتوبر 2010 ، أعلنت Google عن توفر التطبيق للأجهزة التي تعمل بنظام iOS 4.0 . في تحديث شهر مايو 2014 لـأجهزة جوجل لنظام التشغيل iOS ، تمت إزالة ميزة تطبيق Google Goggles منها.
في 2017 كان جوجل آي/أو ، وهو تطبيق مشابه ، تم الإعلان عن جوجل لنس التي لها وظائف مماثلة لـ نظارة واقية وتستخدم مساعد Google .
تم إيقاف التطبيق رسميًا في 20 أغسطس 2018 مع آخر تحديث يوجه المستخدمين لتنزيل Google Lens أو Google Photos عند تشغيل التطبيق.

## المميزات
يمكن للنظام تحديد العديد من العلامات أو المعالم ، مما يسمح للمستخدمين بالتعرف على هذه العناصر دون الحاجة إلى البحث المستند إلى النص. يمكن للنظام تحديد الرموز الشريطية للمنتجات أو الملصقات التي تسمح للمستخدمين بالبحث عن منتجات وأسعار مماثلة، وحفظ الرموز للرجوع إليها في المستقبل، على غرار CueCat من أواخر التسعينيات. تعرف النظام أيضًا على النص المطبوع ويستخدم التعرف الضوئي على الحروف (OCR) لإنتاج لقطة نصية، وفي بعض الحالات حتى يترجم اللقطة المقتطفة إلى لغة أخرى.

### متحف متروبوليتان للفنون
أعلن متحف متروبوليتان للفنون في ديسمبر 2011 عن تعاونه مع شركة جوجل لاستخدام تطبيق جوجل جوجليز لتوفير معلومات حول الأعمال الفنية في المتحف من خلال روابط مباشرة إلى الموقع الإلكتروني لمتحف متروبوليتان للفنون.